# Rude Awakening (serie televisiva)
(Tagline della serie)
Rude Awakening è una serie televisiva statunitense prodotta dal 1998 al 2001.
Creata da Claudia Lonow e interpretata da Sherilyn Fenn, la serie tratta, all'insegna della comicità politicamente scorretta, temi quali l'alcolismo, la tossicodipendenza, il pregiudizio e l'omosessualità sia maschile che femminile.
La serie è stata trasmessa in prima visione negli Stati Uniti da Showtime dal 1º agosto 1998 al 15 febbraio 2001, mentre in Italia è stata trasmessa su Canal Jimmy durante la primavera del 2003.

## Trama
Billie Frank è un ex-attrice di soap opera alcolizzata la cui carriera attraversa un periodo critico di disoccupazione ed i cui "bruschi risvegli" consistono in post-sbornie e notti di sesso passate con sconosciuti. L'alcolismo di Billie è in gran parte provocato dalla conflittuale relazione con l'opprimente madre ninfomane Trudy, la quale è terrorizzata dall'idea di invecchiare.
Stanca della sua vita disastrata e delle sue attitudini auto-distruttive, Billie si convince a entrare negli Alcolisti Anonimi per tentare di superare la sua dipendenza dall'alcool e riuscire a presentarsi sobria ai provini ritornando alla ribalta, oppure coronare il sogno di diventare una sceneggiatrice.
La serie segue i catastrofici tentativi di disintossicazione della donna ed il suo rapporto con la madre, il vicino di casa Dave e gli altri membri dell'associazione.

## Episodi
Gli episodi di cui si compone la serie sono 55, suddivisi in tre stagioni. La sigla d'apertura è "Another Rude Awakening", cantata da Alana Davis nelle prime stagioni, e da Roger Daltrey nell'ultima.
| Stagione         | Episodi | Prima TV originale | Prima TV Italia |
| ---------------- | ------- | ------------------ | --------------- |
| Prima stagione   | 13      | 1998               | 2003            |
| Seconda stagione | 22      | 1999-2000          | 2003            |
| Terza stagione   | 20      | 2000-2001          | 2003            |